# Flughafen Rabat-Salé

i7
i11
i13
Der Flughafen Rabat-Salé (arabisch مطار الرباط سلا, französisch Aéroport de Rabat-Salé, IATA-Code: RBA, ICAO-Code: GMME) ist der internationale Flughafen der marokkanischen Hauptstadt Rabat. Er liegt neun Kilometer nordöstlich des Stadtzentrums und zwei Kilometer östlich der Stadt Salé. Betreiber ist die staatliche marokkanische ONDA (französisch Organisation Nationale Des Aéroports).
Der Flughafen wird auch militärisch genutzt (Luftwaffenbasis Nr. 1). Der militärische Teil befindet sich im Westen des Geländes.
Rabat-Salé hatte 2009 363.000 Passagiere bei einer Kapazität von 3.500.000 Passagieren. Der Terminal hat 3500 m², das Vorfeld hat Platz für sieben Maschinen.
Aus dem deutschsprachigen Raum wird der Flughafen von Ryanair aus Weeze (NRN) angeflogen. Air France fliegt ihn über Paris CDG an, Iberia während der Sommerzeit (Juni–Oktober) über Madrid. Paris-Orly wird daneben auch von Jet4you und Royal Air Maroc angeflogen. Die libysche Buraq Air fliegt zudem nonstop nach Tripolis.
Während des Zweiten Weltkrieges erhielten die United States Army Air Forces 1943 einen Stützpunkt in Rabat. Das Strategic Air Command der US-Luftwaffe nutzte ihn bis zur Aufgabe im Jahre 1957.

## Fluggesellschaften und Ziele
- Ryanair (Beauvais, Charleroi, London-Stansted, Madrid, Malaga, Marseille, Roma, Eindhoven, Sevilla, Toulouse, Weeze, Bordeaux, Toulouse)
- Easyjet (Paris, Nice, Lyon, Geneva, Nantes)
- Royal Air Maroc (Paris, Marseille, Madrid, Bruxelles)
- Air France (Paris)
- Jetairfly (Brüssel, Paris)
- Air Arabia (Agadir)
- Transavia (Paris)

## Zwischenfälle
- Am 12. September 1961 leiteten die Piloten einer Caravelle III der Air France (Luftfahrzeugkennzeichen F-BJTB) auf dem Flug von Paris-Orly nach Rabat den Sinkflug vier Kilometer zu früh ein. Die Maschine flog gegen einen Hügel und ging in Flammen auf. Alle 77 Insassen starben. Beitragender Faktor war die unergonomische Konstruktion des in der Caravelle installierten Kollsman-Höhenmessers.[2]